# Pidonia major
Pidonia major är en skalbaggsart som beskrevs av S. Saito 1979. Pidonia major ingår i släktet Pidonia och familjen långhorningar.
Artens utbredningsområde är Taiwan. Inga underarter finns listade i Catalogue of Life.